# Silos de Tukipaya
Los Silos de Tukipaya son un sitio arqueológico de Bolivia, ubicados en el municipio de Comarapa en la provincia Caballero del departamento de Santa Cruz. Se encuentran a 2 km al noroeste de la localidad de Comarapa, en el límite del valle de Comarapa, en una posición estratégica que conecta con rutas camineras que llegaban a poblaciones como Pocona o Mizque.
Consiste de las ruinas arqueológicas de 8 silos para almacenar comida, que posiblemente fueron construidos por los mitimaes del Imperio incaico, dado que precisaban de depósitos de alimentos para abastecer numerosas fortalezas.
Este sitio arqueológico, junto con la Fortaleza de Tukipaya y los caminos precoloniales, fueron declarados Patrimonio Cultural, Histórico y Arqueológico del departamento en 2016.
El nombre comprende la unión de dos vocablos del tupy guaraní, que son Tyky (que significa gota) y Paha (que significa final).
El cimiento de los silos tiene un diámetro de 3 metros y están orientadas de este a oeste.